# Catra
Catra es un personaje ficticio de la serie de televisión animada She-Ra: Princess of Power (1985–1986), que forma parte de la franquicia Masters of the Universe . En el reinicio de 2018, She-Ra y las princesas del poder, Catra es una de las antagonistas centrales durante las primeras cuatro temporadas antes de convertirse en aliada de los héroes en su última temporada.
En ambas series animadas, Catra es Force-Captain de Hordak's Evil Horde, un puesto que anteriormente ocupaba Adora antes de que desertara en el reinicio de 2018. En la primera serie, Catra muestra habilidades menores de hechicería, poseyendo una máscara mágica, que cuando se desliza sobre su rostro le da la capacidad de transformarse en una bestia parecida a una pantera púrpura, que también muestra control telepático sobre todos los gatos; en la segunda serie, tiene sus propias características felinas, que incluyen una cola, grandes orejas peludas y garras.
En la línea de juguetes, ella es la villana principal. Sin embargo, la serie de 2018 la retrata como una figura mucho más compleja, que actúa como antagonista antes de redimirse y convertirse en la novia de Adora.

## EnShe-Ra: Princess of Power(1985)

### Biografía del personaje ficticio
La primera aparición de Catra en los medios animados es como uno de los capitanes de la Horda de Hordak en el largometraje de 1985 de He-Man y She-Ra, El secreto de la espada. En la serie de dibujos animados She-Ra: Princess of Power de Filmation, Hordak es el líder de Evil Horde, con Catra como uno de sus secuaces. En las primeras propuestas para el programa, Catra era la principal antagonista, pero cuando se lanzó la línea de juguetes Princess of Power, Mattel decidió vincular a los personajes de Evil Horde con la línea de juguetes Princess of Power, para integrarla mejor con la franquicia Masters of the Universe .
Cuando Adora se reconcilia con su hermano gemelo Adam, deja la Horda y es reemplazada por Catra como Force-Captain. Varias veces, mientras sirve a Hordak, Catra actúa sola, demostrando que no necesita a Hordak. Esto es bastante evidente cuando Catra traiciona a Hordak con Skeletor, en un intento de derrocarlo. Aunque hay algunas otras villanas en La Horda, Catra no se lleva tan bien con ninguna de ellas, solo trabaja con ellas como último recurso. Parece tener una rivalidad particularmente intensa con su compañera villana Scorpia. Junto con los otros miembros de la Horda, Catra siente un intenso odio por Imp.
Catra está en posesión de una máscara mágica, que le dio Hordak, que le robó a la Reina de los Magicats encarcelada. La máscara le otorga la capacidad de transformarse en una gran pantera deslizándola desde su frente sobre sus ojos. Una vez en su forma de gato, conserva la capacidad de hablar y posee una fuerza mayor que su forma humana. Uno de los detalles más pasados por alto sobre Catra es que también posee el poder de la teletransportación. Ella solo demuestra esta habilidad en una ocasión y no se sabe de dónde se origina este poder, aunque se supone que es otro poder otorgado por su máscara mágica. Los Magicats también revelaron uno de los poderes de la máscara a Catra llamado Freezefire, que genera un rayo de energía que puede encerrar a su objetivo en hielo, pero Catra perdió todo conocimiento de este poder cuando su mente fue borrada. Además, Magicat Percival establece que una vez que la máscara se ha usado para el mal, ya no se puede usar para el bien.

#### Clawdeen
Catra también es dueña de un león rosa llamado Clawdeen. Clawdeen solo aparece una vez durante la ejecución de la serie. En ese episodio, ella asusta a los rebeldes hacia las Cage-Mines para que la Horda pueda capturarlos. Bow la atrapa en una de las Cage-Mines y nunca más se la vuelve a ver.
En los libros de Ladybird, Clawdeen es una mujer (a pesar de parecer tener una melena) y solo se la conoce como un gato gigante. No obstante, puede hablar y es el medio de transporte de Catra. También aparece en el mini-cómic "A Born Champion", pero tiene un papel menor.

## EnShe-Ra y las princesas del poder(2018-2020)
En la serie de 2018, una Catra adolescente era amiga de la infancia de Adora, criada junto a ella por su entrenadora/figura materna, Shadow Weaver. Aunque Adora trató de defender a Catra del abuso de Shadow Weaver durante su infancia, Catra estaba resentida con Adora por el favoritismo que le mostraba Shadow Weaver. Además, a diferencia de Adora, Catra es muy consciente de las manipulaciones de la Horda y las aceptó por el bien de sus propias ambiciones y la vida con Adora. Cuando Adora deserta de la Horda, Catra rechaza el intento de su ex amiga de convencerla de que se vaya también y se toma su deserción como algo personal. Stevenson explica: "Los sentimientos de traición de Catra hacia Adora son personales. Adora es más idealista, ama a todos en el mundo y quiere salvar a todos. Catra no puede entender o aceptar eso. Esa es la tragedia central, no solo de los personajes, sino del espectáculo". También hay indicios de que Adora y Catra albergan sentimientos románticos el uno por el otro a lo largo de la serie que juegan con los problemas de abandono de Catra.
Catra aprovecha la oportunidad para demostrar su valía ante la Horda y Lord Hordak la asciende rápidamente a Capitán de la Fuerza. Aunque su plan para capturar a Adora falla, Catra puede ganarse la lealtad de la excéntrica princesa Entrapta, proporcionando a la Horda nueva tecnología para un intento de conquista de Etheria. Aunque ese plan también falla, Catra impresiona a Hordak lo suficiente como para reemplazar a Shadow Weaver como su segundo al mando.
Durante la segunda y tercera temporada, Hordak comienza a perder la fe en Catra debido a su arrogancia y antepone sus rencores personales a la agenda de la Horda. Cuando Shadow Weaver debe ser exiliada, engaña a Catra para que le proporcione los medios para escapar. Como castigo por su error, la envían a una peligrosa misión en el peligroso desierto de Crimson Waste. Allí se convierte en la líder de una banda local de bandidos y se ve tentada a abandonar la Horda por su nueva vida en el desierto, pero cuando regresa a la Horda se entera de que Shadow Weaver se ha pasado a los rebeldes. Su mentalidad resentida la lleva a poner en peligro deliberadamente a Etheria después de enterarse del riesgo de activar un portal experimental, llevándola a incapacitar a Entrapta y cubrir sus huellas al exiliar a la princesa a Beast Island y mentirle a Hordak que Entrapta los traicionó.
En la cuarta temporada, Catra obliga a Hordak a dejarla comandar el esfuerzo de guerra de la Horda y contrata al mercenario que cambia de forma Double Trouble para sembrar la disidencia en la Rebelión. Pero las victorias de la Horda dejan a Catra insatisfecha, ya que su obsesión por demostrar su valía ahuyenta a los pocos amigos que le quedan. Cuando Hordak descubre la verdad sobre el exilio de Entrapta de Double Trouble después de que la Rebelión los comprara para sabotear a la Horda, Catra inmoviliza a Hordak cuando él la ataca. Double Trouble luego revela que cambiaron de bando mientras le dan a Catra un análisis de los defectos de su carácter, lo que hace que se derrumbe emocionalmente y acepte su derrota. Al final de la temporada, Catra es llevada a bordo de la nave de Horde Prime, el creador de Hordak, junto con Glimmer, y logra convencerlo de que se abstenga de matar a Glimmer y destruir Etheria para usarlo como arma.
Al comienzo de la quinta y última temporada, Catra, prisionera en la nave de Horde Prime como "invitada", comienza a cuestionar y mostrar arrepentimiento por su comportamiento pasado. Ella se une tentativamente con Glimmer, su compañero "invitado", por sus conexiones mutuas con Adora. El miedo de Catra por la seguridad de Adora la lleva a sacrificarse para ayudar a Glimmer a escapar, lo que hace que Horde Prime le implante un chip de colmena mental. Su acto de redención alienta a Glimmer, Adora, Bow y Entrapta a rescatar a Catra de las garras de Horde Prime. Después de su rescate, aunque conserva su personalidad cínica y abrasiva, Catra se une al grupo de Adora y los ayuda a luchar para liberar a Etheria. En el final de la serie, Catra acompaña a Adora al Corazón de Etheria; solo después de que Catra profesa su amor por Adora, esta última puede liberar la magia de Etheria de las garras de Horde Prime.

## En la cultura popular
Catra aparece en el episodio de Robot Chicken "Slaughterhouse on the Prairie", con la voz de Eden Espinosa. Ella acompaña a Scorpia y Entrapta a atacar Castle Bright Moon solo para ser empalada en la cola de Scorpia por She-Ra.

## Recepción
Comic Book Resources enumeró la encarnación original del personaje en He-Man: Los 15 villanos más poderosos de Eternia. La encarnación reiniciada de Catra ha sido elogiada como uno de los personajes más complejos e interesantes del programa.